# Psilocine
Psilocine is een heterocyclische verbinding en een alkaloïde met als brutoformule C12H16N2O. Het is een hallucinogeen die in paddenstoelen van het geslacht Psilocybe voorkomt, meestal samen met zijn precursor en fosfaatderivaat psilocybine. Deze stof werd in 1959 voor het eerst door de Zwitserse chemicus Albert Hofmann en diens assistent Hans Tscherter uit paddenstoelen geïsoleerd.

## Synthese
Psilocine kan bereid worden door de defosforylering van psilocybine onder basische omstandigheden.

## Eigenschappen
Psilocine zelf is wegens de vrije fenolische hydroxylgroep een stuk minder stabiel dan de gefosforyleerde variant. De stabiliteit kan echter wel verhoogd worden door gebruik te maken van het basische karakter van het amine: de zouten van psilocine zijn een stuk stabieler.